# Bitva u Tarutina
Bitva u Tarutina byla bitvou napoleonských válek. Bitva skončila vítězstvím ruské armády nad francouzskými vojsky.

## Nástin událostí
24. června 1812 vpadla Napoleonova půlmilionová armáda do Ruska. Ruská armáda nemohla francouzský postup zastavit a musela ustupovat. Po nerozhodné bitvě u Borodina (7. září) Francouzi dokonce obsadili Moskvu.
Ruská armáda se stáhla do Tarutina a začala zde sbírat síly, zatímco Napoleon zůstal v Moskvě a snažil se o uzavření míru s Ruskem. Brzy však Napoleon pochopil nutnost ústupu z Moskvy. Za trasu ústupu si zvolil jít na Kalugu a pak na Smolensk.
Směrem k Rusům vyslal předvoj neapolského krále Joachima Murata. Murat rozmístil svých 25 000 mužů v prostoru mezi vesnicí Tětěrinka a říčkou Černyšná. Murat se však dopustil těžké chyby. V nedalekém lese zapomněl rozestavět hlídky. To neuniklo ruskému průzkumu a vrchní ubytovatel ruské armády Karel Toll vypracoval plán útoku.
S tím však nesouhlasil ruský vrchní velitel, maršál Kutuzov. Tím se dostal do střetu s jinými veliteli, kteří s plánem souhlasili. Hlavu této opozice tvořil generál Bennigsen. Kutuzov nakonec plán přijal, ale jeho provedení nechal na Bennigsenovi.
Tato akce nezačala dobře, jelikož někteří velitelé, kteří se měli účastnit, dostali pokyny pozdě a jiní je nechápali. Tak se stalo, že postup nezačal 16. října, ale večer 17. října. Pochod k Muratovi byl zmatený a pomalý. V určených pět hodin 18. října stála na svém místě jen kolona generálporučíka Baggovouta. Teprve v sedm hodin byli Rusové připraveni.
Ruský útok začal v sedm hodin a zastihl Francouze nepřipravené. Sám Murat skočil do sedla svého koně polooblečený. Francouzi nakonec ustoupili.
Bitva morálně posílila ruskou armádu a urychlila Napoleonův ústup z Moskvy.